# يشعورية
اليشعورية (الاسم العلمي: Polytrichaceae) هي فصيلة من النباتات تتبع رتبة اليشعوريات من طائفة الحزازيات اليشعورية.

## أجناس
- اليشعور